# مسيلة كلو (كاكي)
مسيلة كلو (بالفارسية: مسیله کلو) هي قرية تقع في إيران في قسم كاكي الريفي.